# Kouango
Kouango – miasto w południowej Republice Środkowoafrykańskiej (prefektura Ouaka). Według danych szacunkowych na rok 2003 liczy 6 984 mieszkańców.